# Assanowicz
Assanowicz – polski herb szlachecki używany przez rodzinę pochodzenia tatarskiego.

## Opis herbu
Opis zgodnie z klasycznymi regułami blazonowania:
W polu czerwonym łuk złoty ze strzałą srebrną w skos. Klejnot: Ramię zbrojne, trzymające szablę.

## Herbowni
Assanowicz. Rodziny o tym samym nazwisku pieczętowały się też herbami Łuk, Łuk i trzy strzały, Aksak i Amadej.